# ذا فيلد أوف أنفيلد رود
The Fields of Anfield Road هي أغنية كرة قدم يغنيها مشجعي نادي ليفربول لكرة القدم. كتبها وغناها Pete St. John في 1979. قبل أن يغنيها مشجعي ليفربول، كان ولا يزال يغنيها مشجعي المنتخب الاسكتلندي ونادي سيلتيك، وأيضاً فُرق GAA و منتخبات اسكتلندا و مونستر رغبي و لندن الأيرلندية للرغبي.